# 8934 Nishimurajun
8934 Nishimurajun è un asteroide della fascia principale. Scoperto nel 1997, presenta un'orbita caratterizzata da un semiasse maggiore pari a 3,1407135 UA e da un'eccentricità di 0,1155453, inclinata di 12,50981° rispetto all'eclittica.